# Банг-Хансен, Одд
Одд Банг-Хансен (норв. Odd Bang-Hansen; 9 апреля 1908, Кристиания— 4 марта 1984, Осло) − норвежский писатель, сценарист, журналист и переводчик.

## Биография
Сын священнослужителя. В 1934 году окончил университет Осло. Работал преподавателем в торговой школе Осло. Во время Второй мировой войны был связан с движением Сопротивления, в 1943 году выехал в Англию.
После войны был обозревателем культурных событий в газетах Норвегии.
С 1965 по 1971 возглавлял Союз норвежских писателей (норв. Den norske Forfatterforening).

## Творчество
Известный детский писатель. Дебютировал в 1938 году.
По сценариям О. Банга-Хансена сняты фильмы «Trost i taklampa» (1955), «Сценарий в снегу» (1966) и «Всего одна жизнь» (1968).
Занимался литературными переводами, в частности, произведений Астрид Линдгрен, Вяйнё Линна, Владимира Набокова, Ирьи Броваллиус, Уллы Исакссон, Ивара Лу-Юхансона, сказок Андерсена и др.
Лауреат многих литературных премий, среди них, премия Министерства культуры Норвегии «За детскую и юношескую литературу» за 1949 год, премия Бастиан (1959).

## Избранные произведения
- Fager er studentens drøm (1938)
- Ringen rundt brønnen (1946)
- I denne natt (1947)
- Trollkrittet (1948)
- Mette og Tom i fjellet (детская проза, 1948)
- Karius og Baktus (1949)
- Mette og Tom og bokstavene (детская проза, 1949)
- Mette og Tom i hulen (детская проза, 1951)
- Trapp med ni trinn (детская проза, 1952)
- Fly hvite due (1953)